# ジョン・K・ペー太
ジョン・K・ペー太（じょん・ケー・ぺーた）は、日本の漫画家。男性。成年向け漫画誌にて美少女コミックを描いている。

## 作風
主に断面絵を得意とする。名前の由来は映画監督のジョン・カーペンター。
異物挿入などハードなSMプレイの描写が多い。その一方で絵柄はソフトである。輪姦・婦女暴行などの描写も見られ、眼球に陰茎をなすりつける、眼球に射精する、性器にバットなどの非現実的な異物を挿入する、肛門に肘まで腕を入れるなど、それらのSMプレイがハードすぎて非現実的な領域まで達してしまっている物がほとんどであり、ファンタジーもしくはギャグとも称される。また、主人公が最終的に不幸な目に遭うなど、何らかの「オチ」がつく話がほとんどである（ギャグと称される所以）。
人体を透視して内性器を直接描写する手法（通称断面図）を非常に多用するため、出版社の紹介文では「断面図の魔術師」「透視エロ画像のマエストロ」と評されている。そのほか、性器拡張の描写が特徴的で、まるで性器がゴムでできているかのように描写される。

## 作品リスト
- 『悶絶カリギュラマシーン』（2003年 桃園書房刊）
- 『超悶絶カリキュラム』（2004年 桃園書房刊）
- 『激!!悶絶オペレーション』（2005年 桃園書房刊）
- 『ムチムチ!!悶絶フィーバー』（2005年 桃園書房刊）
- 『ジョン・K・ペー太の世界』（2005年 桃園書房刊）
- 『MON絶!!エクスプロージョン』（2006年 桃園書房刊）
- 『プルプル悶絶ライセンス』（2007年 コアマガジン刊）
- 『轟け!! 悶絶スクリーマー』（2007年 コアマガジン刊）
- 『超悶絶カリキュラムプラス』（2008年 コアマガジン刊） - 桃園書房版の再編集版
- 『トキメキ悶絶バルカン!!』（2008年 コアマガジン刊）
- 『激!!悶絶オペレーションプラス』（2009年 コアマガジン刊） - 桃園書房版の再編集版
- 『モンフェスXI』（2009年 コアマガジン刊）
- 『ムチムチ!!悶絶フィーバープラス』（2009年 コアマガジン刊） - 桃園書房版の再編集版
- 『スーパーモンゼツメガビッチ』（2010年 コアマガジン刊）
- 『MON絶!!エクスプロージョン+』（2010年 コアマガジン刊） - 桃園書房版の再編集版
- 『サーチ&悶絶デストロイ』（2011年 コアマガジン刊）
- 『もんぜつ系!』（2011年 コアマガジン刊）
- 『悶絶カリギュラマシーンプラス』（2011年 コアマガジン刊） - 桃園書房版の再編集版